# Новотроицкий сельсовет (Колыванский район)
Новотроицкий сельсовет — сельское поселение в Колыванском районе Новосибирской области Российской Федерации.
Административный центр — село Новотроицк.

## История
Статус и границы сельского поселения установлены Законом Новосибирской области от 2 июня 2004 года № 200-ОЗ «О статусе и границах муниципальных образований Новосибирской области».

## Население
| 2002 | 2010 | 2012 | 2013 | 2014 | 2015 | 2016 |
| ---- | ---- | ---- | ---- | ---- | ---- | ---- |
| 1316 | ↘986 | ↘964 | ↗976 | ↘936 | ↘922 | ↘898 |
| 2017 | 2018 | 2019 | 2020 | 2021 |      |      |
| ↘886 | ↘870 | ↘841 | ↘827 | ↘799 |      |      |

## Состав сельского поселения
| № | Населённый пункт | Тип населённого пункта       | Население |
| - | ---------------- | ---------------------------- | --------- |
| 1 | Казанка          | деревня                      | ↘160      |
| 2 | Калиновка        | деревня                      | →0        |
| 3 | Крутоборка       | деревня                      | ↘14       |
| 4 | Новотроицк       | село, административный центр | ↘473      |
| 5 | Умна             | деревня                      | ↘31       |
| 6 | Чёрный Мыс       | деревня                      | ↘19       |
| 7 | Щукино           | деревня                      | ↘20       |
| 8 | Юрт-Акбалык      | село                         | ↘269      |